# 法雲寺 (堺市)
法雲寺（ほううんじ、法雲禅寺 とも）は、大阪府堺市美原区今井にある黄檗宗の寺院。山号は大宝山。本尊は釈迦如来。河内西国霊場第6番札所。

## 歴史
前身は、空海開基の神福山長安寺（ちょうあんじ）という名の真言宗の寺院であったが、元和6年（1620年）に、狭山池の堤防が決壊し、西除川の洪水により、寺地及び寺は流出した。
明暦年間（1655年 - 1657年）頃に、曹洞宗の僧・宗月が、長安寺の寺地と寺を今井村中から譲り受け、寛文11年（1671年）に地中より観音像を掘り出し、草庵に安置して再興した。
翌、寛文12年（1672年）に、宗月は宇治・黄檗山万福寺の開祖の隠元隆琦の弟子である慧極道明（えごくどうみょう、1632年～1721年）に寺地と寺を譲り、寛文13年（1673年）に慧極は幕府の許可を受け、寺号を大宝山法雲寺と改め、黄檗宗の寺となった。
慧極は、延宝5年（1677年）に禅堂を、延宝8年（1680年）に鐘楼を建立し、その後、30年をかけて大門、大方丈、開山堂、斎堂、天王殿、長生閣などの二十数棟を整備した。
元禄10年（1697年）に、狭山藩（後北条氏の末裔が藩主）の5代藩主北条氏朝は、慧極と師弟の約を結び、以後、北条家の菩提所となった。墓地の中央には、第11代藩主北条氏燕の墓がある。

## 建物
山門
「大寶山」の扁額がある。
天王殿
黄檗宗独特の建物であり、宇治の万福寺と当寺だけに現存する。内部には、弥勒菩薩像と四天王像がある。
本堂
本尊に釈迦如来、脇侍に薬師如来・阿弥陀如来があり、背後に3333体の仏が並んでいる。
開山堂
慧極道明禅師坐像があり、遺骨が石室内に納められている。「大機」の扁額がある。
耀先殿
北条早雲、狭山藩初代藩主の北条氏盛及び第5代藩主北条氏朝が祀られている。

## 文化財
市指定有形文化財
- 山門
- 天王殿
- 大雄宝殿
- 開山堂
- 方丈
- 鎮守堂

## 札所
河内西国霊場
5 大林寺　--　6 法雲寺　--　7 壺井寺